# Thomas Östros
Björn Thomas Östros, ursprungligen Waaranperä, född 26 januari 1965 i Malmberget i Norrbottens län, är en svensk politiker (socialdemokrat), som var statsråd i regeringen Persson 1996–2006  och riksdagsledamot 1994–2012. Han är sedan 27 januari 2020 viceordförande i Europeiska investeringsbanken (EIB).

## Biografi
Östros föddes i Malmberget som son till bergsprängaren Göran Waaranperä och Evy Waaranperä, född Randelöv. Familjen bytte namn till Östros då de flyttade till Västerås.
Östros tog högskoleexamen vid förvaltningslinjen vid Uppsala universitet 1990, innehade en doktorandtjänst 1992–1994 och blev filosofie licentiat i nationalekonomi vid Uppsala 1994. Under studietiden i Uppsala var Östros aktiv i den socialdemokratiska studentföreningen Laboremus. 
Han kom tidigt in i kommunpolitiken och var även ombudsman i SSU 1988–1989. Han var politiskt sakkunnig vid Finansdepartementet 1990 och forskningsassistent vid Fackföreningsrörelsens institut för ekonomisk forskning 1990–1993. Han valdes 1994 till riksdagsledamot och var samtidigt med riksdagsuppdraget återigen politiskt sakkunnig vid Finansdepartementet 1995–1996.
Östros var statsråd i regeringen Persson mellan 1996 och 2006, först som skatteminister 1996–1998 och därefter som utbildningsminister 1998–2004 och näringsminister 2004–2006.
Efter Socialdemokraternas valförlust 2006 var Östros vice ordförande i näringsutskottet 2006–2008. Åren 2008–2011 var han vice ordförande i finansutskottet och ekonomisk-politisk talesperson för Socialdemokraterna. Han avgick från denna post då Håkan Juholt i mars 2011 tillträdde som partiledare. Samtidigt tvingades Östros avgå från sin post i partiets verkställande utskott, som han varit en del av sedan 2005.
Östros har av författaren och S-kännaren Christer Isaksson beskrivits som tillhörande högerfalangen inom Socialdemokraterna. Han ansågs vara en tänkbar ny partiledare för Socialdemokraterna både vid Göran Perssons avgång 2007 och vid Mona Sahlins avgång 2011.
I maj 2012 lämnade Östros riksdagen och politiken och blev VD för Svenska Bankföreningen. Övergången ansågs som kontroversiell, då han bland annat endast ett år tidigare kritiserat bankerna för deras lönebonusar i en debattartikel i Dagens industri. Han avgick från denna post innan han 2015 tillträdde tjänsten som direktör på Internationella valutafonden i Washington DC. Den 27 januari 2020 blev Östros ny viceordförande i Europeiska investeringsbanken (EIB).

### Familj
Östros är gift och har tre barn. Han har tre bröder, två äldre och en yngre.